# オール電化住宅
オール電化住宅（オールでんかじゅうたく）とは、IHクッキングヒーターやエコキュートなどの機器を導入することで調理・給湯・冷暖房などに用いるエネルギーを全て電気によってまかなうシステムを備えた住宅のことを指す 。

## 概要

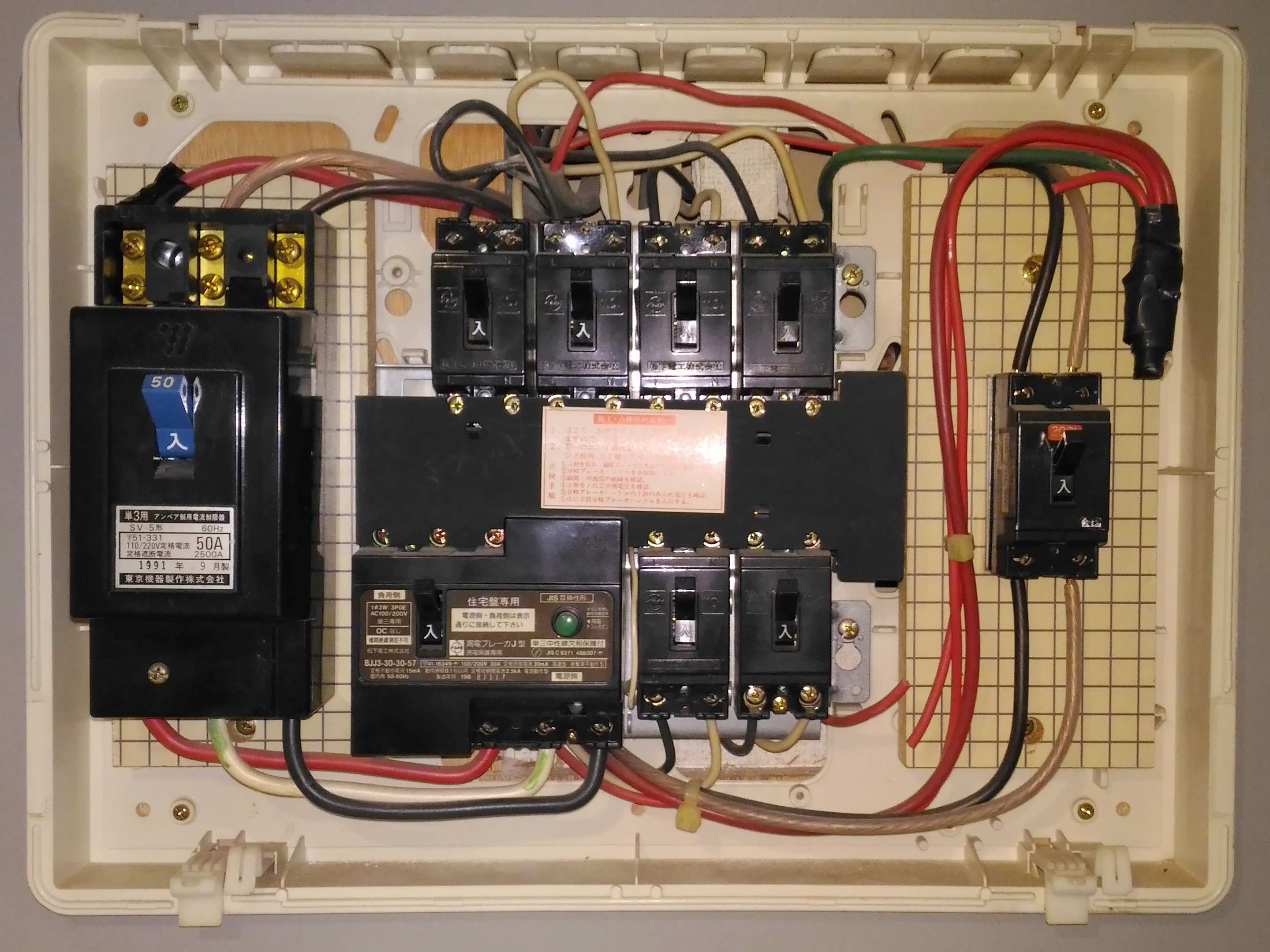
オール電化住宅対応分電盤

オール電化住宅は、家庭内で用いる全てのエネルギーを電気に統一した住宅である。対義語にはウィズガス住宅がある。
利用される電気機器は主に以下のとおりである。この他電力消費を抑える目的で発電用に太陽電池を設置する場合もある。
- 給湯：エコキュートまたは電気温水器
- 調理：IH調理器（またはラジエントヒーター、シーズヒーターなど）
- 冷暖房：エアコン、蓄熱式電気暖房器または床暖房システム（電熱式、PTC式、蓄熱式、またはヒートポンプ温水式）などを組み合わせる。これらの機器は100ボルトの電圧では能力不足であることから、一般に200ボルトを使用する。

1980年代後半からモデルハウスの展示が行われるようになる。1990年にはそれまでの深夜電力（1964年10月施行）に加え、時間帯別電灯料金制度が導入された。また、IHクッキングヒーターやエコキュートが登場した。
閉鎖的環境の屋内で高温の燃焼ガスを発生させないという点から、住宅の高気密化が進む昨今においては、ガス・石油を室内で使用しないことが「安全」、「クリーン」、あるいはある面においては「省エネ」であるとして、オール電化設備やオール電化住宅の販売が行われている。裸火を扱わず火災リスクが少ないメリットから住宅ローンの金利優遇を行う金融機関や、火災保険の特別割引を行う保険会社がある。
また、リフォームの際に一部分のみを電化機器に置き換えるポイント電化 を行うケースもある。
ガス業界は、"住まいの原点は「洞窟と火」"、"火を使わないと、火の怖さ、火傷することすら分からない子供が出てくるとしたら、それも怖い。"などと、安全性を逆手に取ったPR戦略をとっている。
戸建住宅においては、2007年度より、優秀と認められたオール電化住宅を表彰する｢ハウス・オブ・ザ・イヤー・イン・エレクトリック｣という表彰制度が創設され、オール電化住宅の普及促進に拍車をかけている。
東京電力管内では2008年以降急速に普及し、3年間で原子力発電プラント2基分にあたる約200万kW分の電力消費が増えた可能性が指摘されている。

## 料金体系
オール電化住宅に用いられる電力契約は主に3種類である。深夜時間帯の安い電力を用いる点で共通する。
- 深夜電力：深夜から早朝にかけてのあらかじめ決められた数時間だけ電力を供給する電気契約。電力単価が1kwあたり8 - 9円程度と安く、契約時間帯が過ぎると回路が遮断され電気が使えなくなるのが特徴。一般家庭で広く利用される従量電灯に加えて利用する場合が多い。主に電気温水器に用いられるが、エコキュート（ヒートポンプ式給湯器）での利用も可能である[注 5]。
- 時間帯別電灯：時間帯によって電力単価が変わる電気契約。2 - 3段階の単価が設けられる場合が多い。3段階の場合は深夜時間帯が8 - 9円前後と最も安く、早朝 - 10時前後と夕方 - 真夜中前後が従量電灯並みの23円前後、正午前から午後3時前後までが最も高い30円前後となる場合が多い。一般的なオール電化用の電気契約である[注 5]。
- 季節別電灯：季節ごとに電力単価が変わる電気契約。時間帯別電灯と組み合わされている場合が多い。夏季数ヶ月間の正午付近の数時間の単価が32円前後と特に高くなるのが特徴。一般的なオール電化用の電気契約である[注 5]。

主にガス基本料金が無くなることと、季節別時間帯別電灯や時間帯別電灯といったオール電化住宅向け料金プランを活用した特約料金（例として「全電化住宅割引」など）により、光熱費はガスとの併用よりも電気に一本化した方が安くなると電力会社の説明に記されている。
オール電化住宅向け料金プランでは夜間時間帯の料金単価は割安に設定されているが、昼間時間帯の料金単価はやや高めに設定されている。そのため、生活スタイルや家族構成、必要とするお湯の量に合わせたタンク容量の選択や、夜間時間帯にあわせたタイマーの設定など電気使用の意識掛けを必要とする。初期設定のまま利用すると不適切な使い方になる場合が少なくない。例えば、電気給湯機のタンク容量が小さいと、深夜電力で沸かしたお湯だけでは足りず、割高な深夜以外の電力で沸き増しを行うことになり光熱費が高くなってしまう。また貯湯式であるため、お湯を全く使用しなかったとしても放熱ロスが生じる。日々変化する給湯需要との誤差は電気式に限らず、貯湯式の給湯器全てが抱えている問題である。

## 環境負荷
- 東京電力は、エコキュートやエアコンといった省エネ性能の高いヒートポンプ機器を給湯や冷暖房に利用すれば、CO2排出量が燃焼機器を使用する場合に比べて十分下回ると説明している。
- エコキュートのカタログ記載COP値の取扱いにおいて、機器単体で能力を計算するのか、配管および蓄熱ユニットも含めたシステムとして計算するのかによって数値が大きく異なるため、より使用状態に近い省エネルギー性の評価方法として、2008年より「年間給湯効率（APF）」[8]。の表示が行われている。これに対して東京ガスはオール電化住宅では住宅でのCO2は発生しないが発電所での排出が増えると主張している[9]。

## 社会問題
オール電化の訪問販売トラブルについて、国民生活センターの発表によると、問題点として、
- 「光熱費が安くなる」、「キャンペーン中でお得」、「ガス代がかからない」など経済的メリットばかりを強調し、消費者の冷静な判断を妨げる。
- 補助金制度の応募のために契約を急がせる。
- 機能についての説明が不足していたり、不適切な機器を勧めている。
- 販売業者と連絡がとれなくなる、または業者が倒産（計画倒産を含む）する。

など、モニター商法のトラブルを挙げた。これらは、一部の悪質業者による訪問販売によるものである。
公正取引委員会は2008年10月、九州電力の広告について不当表示と認定、同社に排除命令を出した。これは、機器の購入費や設置工事費を考慮するとオール電化料金「電化deナイト」の訴求として表現した「ガス併用住宅と比べて年間約10万円お得」「オール電化住宅ローンを使えば30年間で約350万円も節約」は適切ではないという内容である。
深夜電力を利用するために、エコキュートなどの室外機を深夜にコンプレッサーを稼動し、低周波音などが騒音が発生するため、各メーカーは静粛化に力を入れている。しかしながら、本来多くの住人が睡眠時間である深夜時間帯に稼動させることや、排気などを当てられる隣家などから「機械の音が夜通し聞こえて眠れない」などの苦情が多いことから、業界団体では2011年春までに設置場所や設置方法などをガイドラインにまとめるとともに、環境省は2010年度から低周波音の人への影響について調査を始めることにしたという報道がある。
2011年3月の東日本大震災では福島第一原子力発電所事故をはじめとして発電インフラに多大な被害が生じ、計画停電が行われるなど長期にわたって電力供給に支障をきたしたためにオール電化住宅の弱点が露呈する事となり、東京電力が販売を中止するとの報道もあるが、実際には新規営業が中止されたのみである。

## 福島第一原子力発電所事故以降の動向
オール電化は、需要が少ない深夜帯でも出力を減らすことが難しい原子力発電のための需要喚起の意味合いが大きかった。しかし福島第一原子力発電所事故により一時は全国の原子力発電所の稼働が停止し、一部再稼働した発電所があるものの、事故前の状況とは一変している。このため、電力会社としては深夜帯の料金を割り引いてまでオール電化を推進する意義が薄れている。とくに経営が厳しい東京電力は、昼間と同じコストの発電所（多くが火力）を使いながらオール電化関係の割引きを継続することに対して疑問が呈されて、2012年7月2日 経済産業省の電気料金審査専門委員会がオール電化割引の廃止を求めた。この要請を受けても、オール電化導入世帯向けの割引きは廃止されることはなかったが、深夜電力の発電コスト上昇のため、（東京電力に限らず）全国的に深夜電力の料金は順次値上げされる状態が続いた。
次の転機は2016年4月の電力自由化で、この機会に多くの電力会社でそれまでの深夜電力優遇の料金体系（プラン）の新規受付が停止し、より割高となる料金体系へ移行した。既存の契約世帯は引き続き旧料金体系が継続できるので、従来の電力会社では既存プラン継続を勧めている。
既存電力会社では引き続きオール電化向けのサービスを提供しているものの、福島第一原子力発電所事故以前よりその経済的メリットは薄れている。